# Covington (Tennessee)
Covington település az Amerikai Egyesült Államok Tennessee államában, Tipton megyében, melynek megyeszékhelye is. Lakosainak száma 8663 fő (2020. április 1.).

## Népesség
A település népességének változása:

| 2010 | 9 038 |
| 2020 | 8 663 |